# Callisthenes subaeneus
Callisthenes subaeneus is een keversoort uit de familie van de loopkevers (Carabidae). De wetenschappelijke naam van de soort is voor het eerst geldig gepubliceerd in 1869 door Chaudoir als Calosoma subaeneum.